# Georgina Rose
Georgina Rose, uppväxt i Appalachia, är en amerikansk ockultist och hednisk youtubare, även känd som Da'at Darling.

## Uppväxt
Under sin uppväxt upptäckte Georgina tarot, ockulta böcker och en djupare form av ockultism, vilket ledde till en omvärdering av hennes tidigare tro. Trots att hon kom från en familj med strikt kristna föräldrar och hade en bror, började hon ifrågasätta de religiösa texterna och läror som hon stött på. Hennes kritiska tänkande och nyfikenhet drev henne till en period av agnosticism.
Georgina har med tiden blivit mer inriktad på den västerländska esoteriska traditionen och följer nu religionen Thelema, en andlig filosofi som betonar individens sökande efter sitt sanna jag. Hennes engagemang i det ockulta samhället började online, där hon fann en gemenskap av likasinnade individer och resurser som hjälpte henne att fördjupa sin förståelse och praxis.

## Youtube
Georgina debuterade på YouTube den 3 augusti 2020 med videon “What is Thelema? | Occult 101”. Hennes framträdande serie, “Occult 101”, syftar till att utbilda tittarna om olika aspekter av ockultism. Varje avsnitt fokuserar på ett specifikt ämne inom ockult praktik, där Georgina strävar efter att förmedla en grundläggande förståelse. Serien är avsedd att fungera som en introduktion, vilket uppmuntrar tittarna att fördjupa sina kunskaper ytterligare.

## Podcast
Magnolias and Magic, tidigare känd som Occultism with a Side of Salt, är en podcast där Georgina får sällskap av sina medvärdar Warrior Witch Nike och Anthony Wolfe där de diskuterar olika frågor eller allmänna ämnen inom ockult- och trolldomsgemenskaperna. Podcasten har även tidigare varit värd för Temperance Alden, författare till “The Year of the Witch”. Det allra första avsnittet, exklusive Alden, sändes den 7 oktober 2020 och är tillgängligt på plattformar som Spotify, Soundcloud och YouTube.
År 2020 vann podcasten priset Outstanding New Podcast of the Year från The Witches.

## Aktivism
I juli 2021 initierade Georgina hashtaggen #DefendOccultBooks på sociala medier som en reaktion mot vad hon beskrev som en “uppkomst av anti-intellektualism bland Generation Z i ockulta onlineforum.” Rörelsen uppmanade till en återgång till traditionella studiemetoder inom det ockulta, i kontrast till den snabbt växande trenden av ytlig informationsspridning på internet.
Georgina uttryckte oro över att nya utövare av ockulta traditioner kände sig förvirrade och förlorade på grund av bristen på djupgående kunskap och vägledning. Hon argumenterade för att den bästa lösningen på detta problem var att uppmuntra nybörjare att utveckla solida forskningsfärdigheter. Genom att läsa böcker, interagera med erfarna medlemmar i det ockulta samhället, delta i formella kurser och söka personliga mentorskap, hoppades hon att nybörjare skulle få en mer grundad och omfattande förståelse för ockulta praktiker.